# Le rocce di Poudre d'Or
Le rocce di Poudre d'Or (tit. or. francese Les Rochers de Poudre d'Or, 2003) è il primo romanzo della scrittrice mauriziana Nathacha Appanah. 

## Trama
Le rocce di Poudre d'Or è un romanzo corale ambientato nella Mauritius della fine del XIX secolo. Racconta le vicende degli emigranti indiani che si recavano a Mauritius (allora colonia britannica) per andare a lavorare nelle piantagioni di canna da zucchero.

## Edizioni
- Nathacha Appanah, Le rocce di Poudre d'Or, traduzione di Cinzia Poli ed Emmanuelle Caillat, Edizioni e/o, 2006.